# Stade Robert-Bobin
Stade Robert-Bobin – wielofunkcyjny stadion znajdujący się w Bondoufle służący do rozgrywania meczów piłki nożnej, rugby union oraz zawodów lekkoatletycznych.
Xavier Dugoin ogłosił przydział funduszy na budowę stadionu pod koniec lutego 1991 roku, w zamierzeniu miał on być jedną z aren Igrzysk Frankofońskich 1994. Zaprojektowany przez Didiera Drummonda pierwotnie miał powstać w Massy. Ukończony został w 1993 roku kosztem 8,4 miliona franków i mieścił wówczas 21,5 tysiąca osób.
Boisko o wymiarach 117 na 73 metry okala ośmiotorowa czterystumetrowa bieżnia, na trybunach natomiast może zasiąść 18 500 widzów, z czego 4500 tysiąca na trybunie krytej, zostały również wyznaczone miejsca dla mediów. Na stadionie znajdują się telebim i elektroniczna tablica wyników, infrastrukturę dopełniają zaś siłownia o powierzchni 150 m² oraz trzy sale konferencyjne.
Obiekt gości wiele zawodów sportowych – regionalnych, departamentalnych, krajowych i międzynarodowych – w szczególności przystosowany jest do piłki nożnej, rugby union, futbolu amerykańskiego, lekkoatletyki oraz łucznictwa.
Na Stade Robert-Bobin w sezonie 1999/2000 występował lokalny klub AS Évry. Spotkania w ramach Division 1 Féminine oraz Ligi Mistrzyń UEFA rozgrywa na nim zespół FCF Juvisy, z towarzyskimi pojedynkami gości zaś męski Paris Saint-Germain. Ponadto odbywały się na nim piłkarskie mecze międzypaństwowe.
W 1996 roku był gospodarzem mistrzostw Francji w lekkoatletyce, zaś w 2003 roku był areną obu meczów o medale mistrzostw świata U-19 w rugby union.
Jego patronem jest Robert Bobin, sportowiec i działacz.